# Trofeo Laigueglia 2013
La 50e édition du Trofeo Laigueglia a eu le 16 février 2013. La course fait partie du calendrier UCI Europe Tour 2013 en catégorie 1.1.

## Présentation

### Équipes
Classé en catégorie 1.1 de l'UCI Europe Tour, le Trofeo Laigueglia est par conséquent ouvert aux UCI ProTeams dans la limite de 50 % des équipes participantes, aux équipes continentales professionnelles, aux équipes continentales et à des équipes nationales.
22 équipes participent à ce Trofeo Laigueglia - 5 ProTeams, 11 équipes continentales professionnelles et 6 équipes continentales :
| Nom de l'équipe  | Pays       | Code |
| ---------------- | ---------- | ---- |
| AG2R La Mondiale | France     | ALM  |
| BMC Racing       | États-Unis | BMC  |
| Cannondale       | Italie     | CAN  |
| FDJ              | France     | FDJ  |
| Lampre-Merida    | Italie     | LAM  |

| Nom de l'équipe             | Pays       | Code |
| --------------------------- | ---------- | ---- |
| Adria Mobil                 | Slovénie   | ADR  |
| Atlas Personal-Jakroo       | Suisse     | ARH  |
| Ceramica Flaminia-Fondriest | Italie     | CEF  |
| Leopard-Trek Continental    | Luxembourg | LET  |
| Utensilnord Ora24.eu        | Hongrie    | UNA  |
| Vorarlberg                  | Autriche   | VBG  |

| Nom de l'équipe              | Pays           | Code |
| ---------------------------- | -------------- | ---- |
| Androni Giocattoli-Venezuela | Italie         | AND  |
| Bardiani Valvole-CSF Inox    | Italie         | BAR  |
| Bretagne-Séché Environnement | France         | BSE  |
| Cofidis                      | France         | COF  |
| Colombia                     | Colombie       | COL  |
| Crelan-Euphony               | Belgique       | CRE  |
| Europcar                     | France         | EUC  |
| MTN-Qhubeka                  | Afrique du Sud | MTN  |
| Novo Nordisk                 | États-Unis     | TNN  |
| RusVelo                      | Russie         | RVL  |
| Vini Fantini-Selle Italia    | Italie         | VIN  |

## Classement final
|    | Coureur            | Équipe                       |    | Temps           |
| -- | ------------------ | ---------------------------- | -- | --------------- |
| 1  | Filippo Pozzato    | Lampre-Merida                | en | 5 h 03 min 40 s |
| 2' | Francesco Reda     | Androni Giocattoli-Venezuela | +  | 0 s             |
| 3  | Mauro Santambrogio | Vini Fantini-Selle Italia    |    | 3 s             |
| 4  | Diego Ulissi       | Lampre-Merida                |    | 3 s             |
| 5  | Gerald Ciolek      | MTN-Qhubeka                  |    | 7 s             |
| 6  | Anthony Roux       | FDJ                          |    | 7 s             |
| 7  | Matej Mugerli      | Adria Mobil                  |    | 7 s             |
| 8  | Oscar Gatto        | Vini Fantini-Selle Italia    |    | 7 s             |
| 9  | Elia Favilli       | Lampre-Merida                |    | 7 s             |
| 10 | Danilo Wyss        | BMC Racing                   |    | 7 s             |

## Liste des participants
- Liste de départ complète